# JR西日本岡山メンテック
株式会社JR西日本岡山メンテック（ジェイアールにしにほんおかやまメンテック）は、岡山県岡山市北区に本社を置いていた西日本旅客鉄道（JR西日本）のグループ会社である。

## 事業内容
- 西日本旅客鉄道岡山支社管内の駅業務受託
  -  山陽本線 - 高島駅、北長瀬駅
  -  瀬戸大橋線・ 宇野線（宇野みなと線） - 大元駅
- JR西日本の駅舎・車両の清掃
- 新幹線・在来線車両の入換作業
- ビルメンテナンス
  - ビルの床・カーペットの清掃、ハウスクリーニングなど
- ホテルグランヴィア岡山・ヴィアイン岡山の清掃及び客室整備
- 駐車場事業（JR西日本の約70駅の構内などにある月極駐車場の運営）
- 駅レンタサイクル（岡山駅）
- 刊行物の印刷・複写業務
- 喫茶飲食店の経営
- 警備業

## 不祥事

### 遺失物の不正横領
岡山支社管内の拾得物を扱う「岡山駅忘れ物センター」担当だったジェイアール西日本岡山メンテック元社員の男が2008年6月、業務上横領の疑いで逮捕された。その後の調べで男は、2007年にJR西日本が導入した「遺失物管理システム」を悪用し、2007年から2008年にかけて32回にわたって落とし物の現金の金額をシステム上で少なく改ざんするなどして、あわせて約55万円を着服したことが分かった。

## 事業所
- 本社 - 岡山市北区駅元町1番2-301号
- 岡山電車区営業所 - 岡山市北区野田4丁目1-50番
- 気動車派出所 - 岡山市北区国体町5-42
- 新幹線第一営業所 - 岡山市北区北長瀬本町1-29
- 新幹線第二営業所 - 岡山市北区駅元町1番2-201号
- 岡山営業所 - 岡山市北区駅元町1-1
- 倉敷営業所 - 倉敷市阿知1丁1番1号
- 津山営業所 - 津山市大谷173-1
- 新見営業所 - 新見市西方31
- 福山営業所 - 福山市三之丸町30-1
- 府中派出所 - 府中市府川町17-4
- 糸崎営業所 - 三原市糸崎4丁目1番74号
- 岡山地区営業センター - 岡山市北区駅元町1番3-101号
- 福山地区営業センター - 福山市神辺町川南746-2（神辺駅）
- 岡山第二営業所 - 岡山市北区駅元町1番3-101号
- ビルメン営業所 - 岡山市北区駅元町1番2-301号
- ホテル営業所 - 岡山市北区駅元町1-5
- クラブ瀬戸営業所 - 岡山市北区駅前町2-5-6
- 営業開発分室 - 岡山市北区駅元町1番1-201号

## 沿革
特記のないものは、公式サイトによる。
- 1963年（昭和38年）
  - 3月 - 岡山車輛興業株式会社設立
- 1985年（昭和60年）
  - 3月 - 会社名を岡山鉄道興業株式会社と改称
- 1995年（平成7年）
  - 3月 - ホテルグランヴィア岡山の日常定期清掃及び客室整備業務を開始
- 1996年（平成8年）
  - 7月 - 会社名を株式会社ジェイアール西日本岡山メンテックと改称
- 1998年（平成10年）
  - 4月 - 岡山一番街の清掃業務を開始
- 2000年（平成12年）
  - 6月 - 西日本旅客鉄道の岡山地区駐車場・コインロッカー業務を開始
- 2001年（平成13年）
  - 4月 - 西日本旅客鉄道の岡山電車区及び気動車センターの構内入換業務等を開始
- 2002年（平成14年）
  - 7月 - 岡山新幹線運転所構内入換業務を開始
- 2008年（平成20年）
  - 4月 - 車内広告掲出撤去及び駅ポスターの発送業務を開始
- 2010年（平成22年）
  - 10月 - 西日本ジェイアールバスの津山バスチケットセンター業務を開始
- 2012年（平成24年）
  - 10月 - ヴィアイン岡山の日常定期清掃及び客室整備業務を開始
- 2018年（平成30年）
  - 7月1日 - 商号を株式会社JR西日本岡山メンテックへ変更
- 2021年（令和3年）
  - 3月31日 - 西日本ジェイアールバスの津山バスチケットセンター営業終了[5]
  - 7月1日 - JR西日本米子メンテック、JR西日本広島メンテック、JR西日本福岡メンテックと合併し、「株式会社JR西日本中国メンテック（岡山本社）」となる。駅業務をJR西日本中国交通サービスへ業務移管[6]。